# Adieu, ma belle
Pour plus de détails, voir Fiche technique et Distribution.
Adieu, ma belle (aussi intitulé Adieu ma jolie, ou Le Crime vient à la fin, titre original : Murder, My Sweet) est un film américain en noir et blanc réalisé par Edward Dmytryk, sorti en 1944.
Il s'agit de la seconde adaptation au cinéma du roman Adieu, ma jolie (Farewell, My Lovely, 1940) de l'écrivain américain Raymond Chandler, après le film de 1942 The Falcon Takes Over (en) réalisé par Irving Reis. Ce film marque la première apparition sur le grand écran du personnage de détective Philip Marlowe, son nom ayant été modifié dans le film de Reis. Adieu, ma belle fait partie avec Le Faucon maltais, Laura, et Assurance sur la mort, des quatre films qui ont amené le critique de cinéma Nino Frank à forger l'expression « Film noir » pour qualifier un nouveau genre de film policier.

## Synopsis
Le détective Philip Marlowe (joué par Dick Powell) est engagé par Malloy Moose (Mike Mazurki), un vrai costaud qui, après sa sortie de prison, désire retrouver son ex-petite amie, Velma. Cependant, chaque piste que suit Marlowe conduit à plus de tromperies, de mensonges et de problèmes, et c'est la femme fatale Velma Valento (Claire Trevor) qui joue un rôle important dans toute cette affaire.

## Fiche technique
- Titre belge : Adieu, ma belle
- Titre français : Le Crime vient à la fin
- Titre original : Murder, My Sweet
- Réalisation : Edward Dmytryk
- Scénario : John Paxton d'après le roman Farewell, My Lovely de Raymond Chandler
- Production : Adrian Scott et Sid Rogell (producteur exécutif)
- Société de production et de distribution : RKO Radio Pictures
- Directeur musical : C. Bakaleinikoff
- Musique : Roy Webb
- Image : Harry J. Wild
- Montage : Joseph Noriega
- Direction artistique : Carroll Clark et Albert S. D'Agostino
- Décorateur de plateau : Michael Ohrenbach et Darrell Silvera
- Costumes : Edward Stevenson
- Pays d'origine : États-Unis
- Format : noir et blanc - 1,37:1 - 35 mm - noir et blanc (RCA Sound System)
- Genre : Film noir
- Durée : 95 min
- Dates de sortie : 
  -  États-Unis : 9 décembre 1944
  -  France : 31 juillet 1946

## Distribution
- Dick Powell : Philip Marlowe
- Claire Trevor : Helen Grayle/Velma Valento
- Anne Shirley : Ann Grayle
- Otto Kruger : Jules Amthor
- Mike Mazurki : Moose Malloy
- Miles Mander : M. Grayle
- Douglas Walton : Lindsay Marriott
- Donald Douglas : Lieutenant de police Randall
- Ralf Harolde : Dr Sonderborg
- Esther Howard : Jessie Florian
- Ernie Adams : Barman

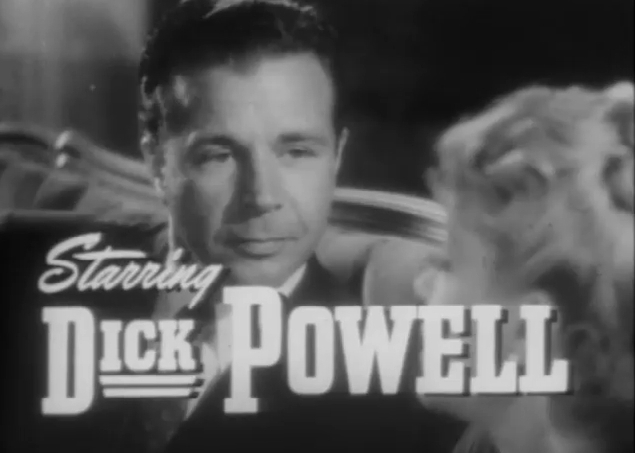
Dick Powell (Philipp Marlowe).
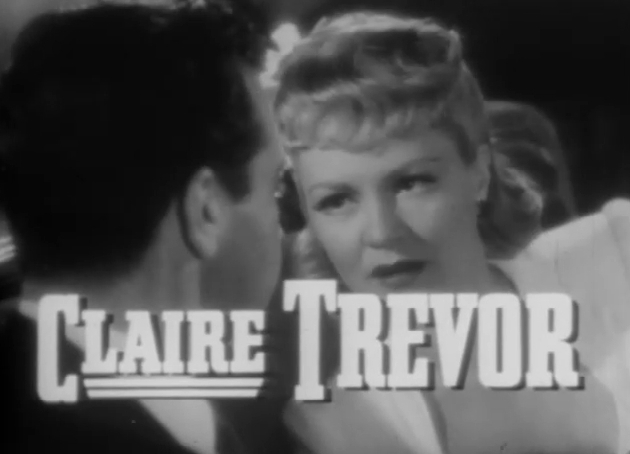
Claire Trevor (Helen Grayle/Velma Valento)
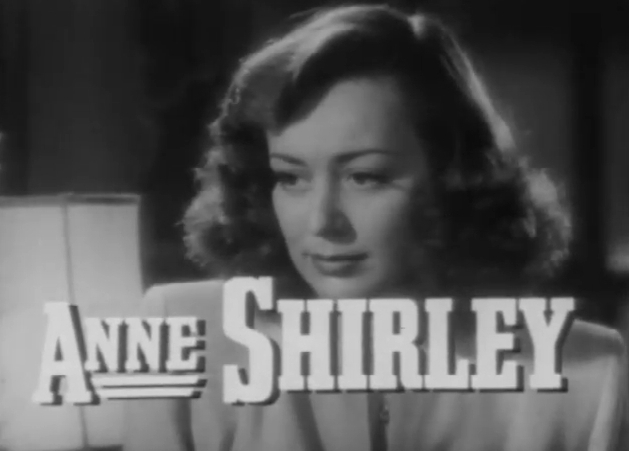
Anne Shirley (Ann Grayle)

## Récompenses et distinctions
- John Paxton reçoit le Prix Edgar-Allan-Poe du meilleur scénario en 1946.

## DVD
- Adieu ma jolie - DVD-5 Thinpak, sorti le 16 septembre 2003 aux éditions Montparnasse, édition Zone 2 Pal. ASIN B0000AMKGD.